# 旧兰茨贝格
旧兰茨贝格（德語：Altlandsberg，發音：[ˈaltlantsˌbɛʁk] ⓘ）是德国勃兰登堡州梅尔基施-奥得兰县的城市，面积为106.6平方千米，2023年12月31日人口为9,799人。